# Shmi Skywalker
Shmi Skywalker kitalált szereplő George Lucas Csillagok háborúja univerzumában. Először a Csillagok háborúja I: Baljós árnyak c. epizódban tűnik fel, utoljára pedig a Csillagok háborúja II: A klónok támadása c. részben. Pernilla August alakította.
Shmi Skywalker rabszolgaként hozta világra egyetlen gyermekét, Anakin Skywalkert, akit valószínűleg a midikloriánok nemzettek, aki ezáltal maga is rabszolgává vált. Mindent megtett azért, hogy fiának jobb legyen, és ha nehéz szívvel is, de elengedte őt, hogy Jedi válhasson belőle. Később Cliegg Lars felszabadítja, majd feleségül veszi őt. Nem sokkal a klónháborúk előtt Shmi homoklakók fogságába esik, akik iszonyatosan megkínozzák. Fogságából fia, Anakin menti ki, de már nem tudja megakadályozni az elkerülhetetlent: Shmi fia karjaiban hal meg.
A filmek cselekménye után játszódó egyik regényben nagy szerepe van abban, hogy unokája, Leia megbocsát Anakinnak a bűnös tetteiért: Leia megtalálja Shmi naplóját, amiből megtudja, hogy apja nem volt mindig gonosz.
A történet szerint ő Anakin Skywalker édesanyja, Padmé Amidala anyósa, Luke Skywalker és Leia Organa nagyanyja.

## Élete

### Baljós árnyak
A Csillagok háborúja I: Baljós árnyak c. epizódban Shmi fiával, Anakinnal együtt Watto rabszolgája a sivatagos Tatooine bolygón. Az nem derül ki, hogy anya és fia eredetileg melyik bolygóról is származik, csak annyit tudunk meg, akkor érkeztek ide, amikor Anakin csak 3 éves volt. Shmi arra kérdésre, hogy ki fia édesapja, csak annyit mond, hogy nem tudja, mert egyszer csak teherbe esett vele, és megszülte őt (valószínűleg a midikloriánok nemzették, ami megmagyarázza Anakin és gyermekei Erő iránti különleges fogákonyságát). Shmi egy szerető és megértő anya, aki azonnal beleegyezik abba, hogy Qui-Gon Jinn magával vigye felszabadított fiát, Anakint, hogy Jedit faragjon belőle. Anakin és édesanyja 10 hosszú évig nem látják egymást.

### A klónok támadása
A Csillagok háborúja II: A klónok támadása c. részben, mely 10 évvel a Baljós árnyak cselekménye után játszódik, Anakint mint Jedi tanítványt láthatjuk ismét. Egyik éjszaka rémálmot lát, melyben édesanyja meghal. Azonnal a Tatooine-ra utazik, ahova Padmé is vele tart, hogy anyját felszabadította egy párologtató farmer, Cliegg Lars. Ellátogattak a Lars tanyára, ahol Anakin borzasztó híreket tudott meg. Anyját megtámadták a buckalakók, és már egy hónapja, hogy eltűnt. Anakin végigkutatta a sivatagot Shmi után, megtalálva őt egy Tusken táborban. Belopakodott a Shmit fogavatartó bódéba, kiszabadította a megtört alakot, és ölében ringatta, míg el nem távozott az élők sorából. 
Anakin érzelmei kitörtek, és megfékezhetetlenek voltak. Tele volt sötét dühvel, ami befolyásolta cselekedeteit. Anakin meglendítette fénykardját, és kilépett a sátorból. Lemészárolta az egész tábort. Az összes Tusken harcos, valamint a nők és a gyerekek is az ő kezei által lelték halálukat. De az még nem elégítette ki dühét. Elcsendesítette hát mély gyűlöletét a teremtmények iránt. Anakin visszatért a Lars farmra anyja holttestével. Négyszemközt beismerte Padménak tettét. Szégyenében tette miatt, és tehetetlenségében anyja megmentése miatt, Anakin összeomlott és zokogott.   Csendes temetést tartottak a Lars farmon. Anakin búcsúzásképpen megígérte Shminek, hogy a jövőben többé nem hibázik.

## Filmográfia
- 1) Csillagok háborúja I: Baljós árnyak
- 2) Csillagok háborúja II: A klónok támadása